# Cerro Porteño
Club Cerro Porteño este un club de fotbal din Asunción, Paraguay. Fondat în 1912, Cerro a câștigat de 30 de ori Primera División și este unul din cele mai populare cluburi din Paraguay.

## Palmares

### Național
- Primera División (30): 1913, 1915, 1918, 1919, 1935, 1939, 1940, 1941, 1944, 1950, 1954, 1961, 1963, 1966, 1970, 1972, 1973, 1974, 1977, 1987, 1990, 1992, 1994, 1996, 2001, 2004, 2005, Apertura 2009, Apertura 2012

- Torneo República (3): 1989, 1991, 1995

### Internațional
- Copa Libertadores

Semi-finalistă (6): 1973, 1978, 1993, 1998, 1999, 2011
- Copa Sudamericana

Semi-finalistă (1): 2009

## Jucători notabili
Anii 1990
- Francisco Arce (1989–1994)
- Carlos Gamarra (1991–1992, 1993–1995)
- Paulo da Silva (1997–1998)
- Fabián Caballero (1997–1999)
- Diego Gavilán (1998–1999)

Anii 2000
- Julio dos Santos (2001–2005, 2009–)
- Édgar Barreto (2002–2003)
- Diego Barreto (2003–2007, 2008, 2009–)
- Marcelo Estigarribia (2006–2008)
- Celso Ortiz (2007–2010)
- Iván Piris (2008–2011)
- Roberto Nanni (2009–2013)

Anii 2010
- Pablo Zeballos (2010)
- Jonathan Fabbro (2011–)
- Jonathan Santana (2014–)

Jucători non-CONMEBOL
- Jerry Laterza (1994–1995)
- Tobie Mimboe (1996)
- Nozomi Hiroyama (2001)
- Froylán Ledezma (2001–2002)
- Daniel Güiza (2013–)

## Antrenori
| - Sinforiano García (1960) - Luis Benítez Chilavert (1960) - Rogelio Negri (1960–61) - Vessilio Bártoli (1961–62) - Mario Fortunato (1963) - Modesto Bría (1964–65) - Mario Fortunato (1966–67) - Egidio Landolfi (1967–69) - Salvador Breglia (1969) - Sinforiano García (1969) - Marcos Pavlovsky (1970–71) - Darío Jara Saguier (1971) - Gradim (1971) - Salvador Breglia (1972) - Néstor "Pipo" Rossi (1972) - Salvador Breglia (1972) - Marcos Pavlovsky (1973–74) - Salvador Breglia (1974) - Sinforiano García (1975) - Mario González Benítez (1975–76) - Egidio Landolfi (1976) - Salvador Breglia (1976) - Eliseo Báez Riveiro (1976–77) - Salvador Breglia (1977–78) - Egidio Landolfi (1980) | - Hugo González (1980) - Egidio Landolfi (1980) - Hugo González (1981) - Robustiano Maciel (1981) - Hugo Arsenio Gonzalez (1982) - Ramón Rodrííguez (1983) - Oscar Malbernat (1983–84) - Silvio Parodi (1984) - Saturnino Arrúa (1984) - Hugo Arsenio González (1984) - Cayetano Ré (1985) - Saturnino Arrúa (1985) - Peter Mucha (1986) - Ferenc Puskás (1986–87) - Valdir Espinosa (1987–88) - Carlos Kiese (1988) - Otacílio Gonçalves (1989) - Sergio Markarián (1990–91) - Paulo César Carpegiani (1991–92) - Valdir Espinosa (1992) - Paulo César Carpegiani (1993–94) - Gerardo González (1994–95) - Antônio Lopes (1995–96) - Carlos Kiese (1996) - Jorge Fossati (1997–98) | - Carlos Báez Vargas (1998) - Julio Carlos Gómez Cáceres (1998) - Jair Pereira (1998–99) - Carlos Báez Vargas (1999) - Saturnino Arrúa (1999–00) - Luis Cubilla (2000) - Mario César Jacquet (2001–02) - Carlos Báez Vargas (2002–03) - Gerardo Martino (2003–04) - Gustavo Costas (2005–07) - Estanislao Struway (2007) - Valdir Espinosa (2007) - Javier Torrente (2007–Dec 31, 2007) - Blas Marcelo Cristaldo (2008) - Osvaldo Ardiles (2008) - Pedro Troglio (1 iulie 2008–5 iunie 2010) - Blas Marcelo Cristaldo (2010) - Javier Torrente (Jan 28, 2011–Feb 14, 2011) - Blas Marcelo Cristaldo (2011) - Leonardo Astrada (1 martie 2011–Sept 26, 2011) - Ernesto Corti (2011) - Mario Grana (Sept 25, 2011–12 aprilie 2012) - Hugo Caballero (2012) - Jorge Fossati (1 iulie 2012–Feb 23, 2013) - Francisco Arce (4 martie 2013–) |